# Boo (linguaggio)
Boo è un linguaggio di programmazione object oriented e tipizzato staticamente per Common Language Infrastructure con una sintassi ispirata a Python e uno speciale focus sull'estendibilità del compilatore e del linguaggio. È sviluppato attivamente dal 2003.
Boo è software libero rilasciato con licenze MIT/BSD. È compatibile con i framework Microsoft .NET e Mono.

## Codice Esempio

### Programma Ciao Mondo
```
print
 
"Ciao, mondo!"

```

### Funzione per generare la serie di Fibonacci
```
def
 
fib
():

    
a
,
 
b
 
=
 
0
L
,
 
1
L
       
    
while
 
true
:

        
yield
 
b

        
a
,
 
b
 
=
 
b
,
 
a
 
+
 
b

# Stampa i primi 5 numeri della serie:

for
 
indice
 
as
 
int
,
 
elemento
 
in
 
zip
(
range
(
5
),
 
fib
()):

    
print
(
"${indice+1}: $
{elemento}
"
)

```